# Dorfkirche Plänitz

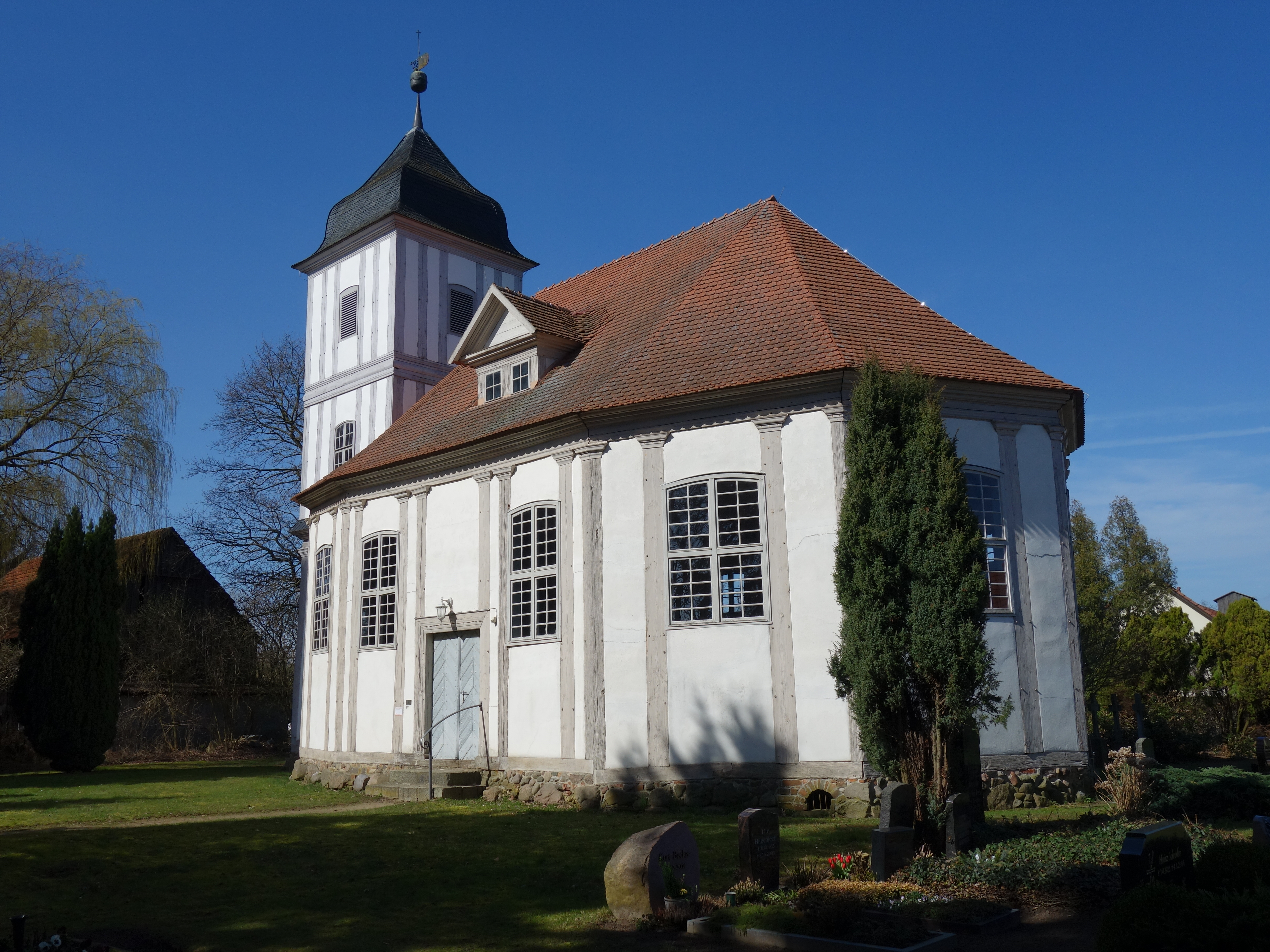
Südostansicht. 2017.

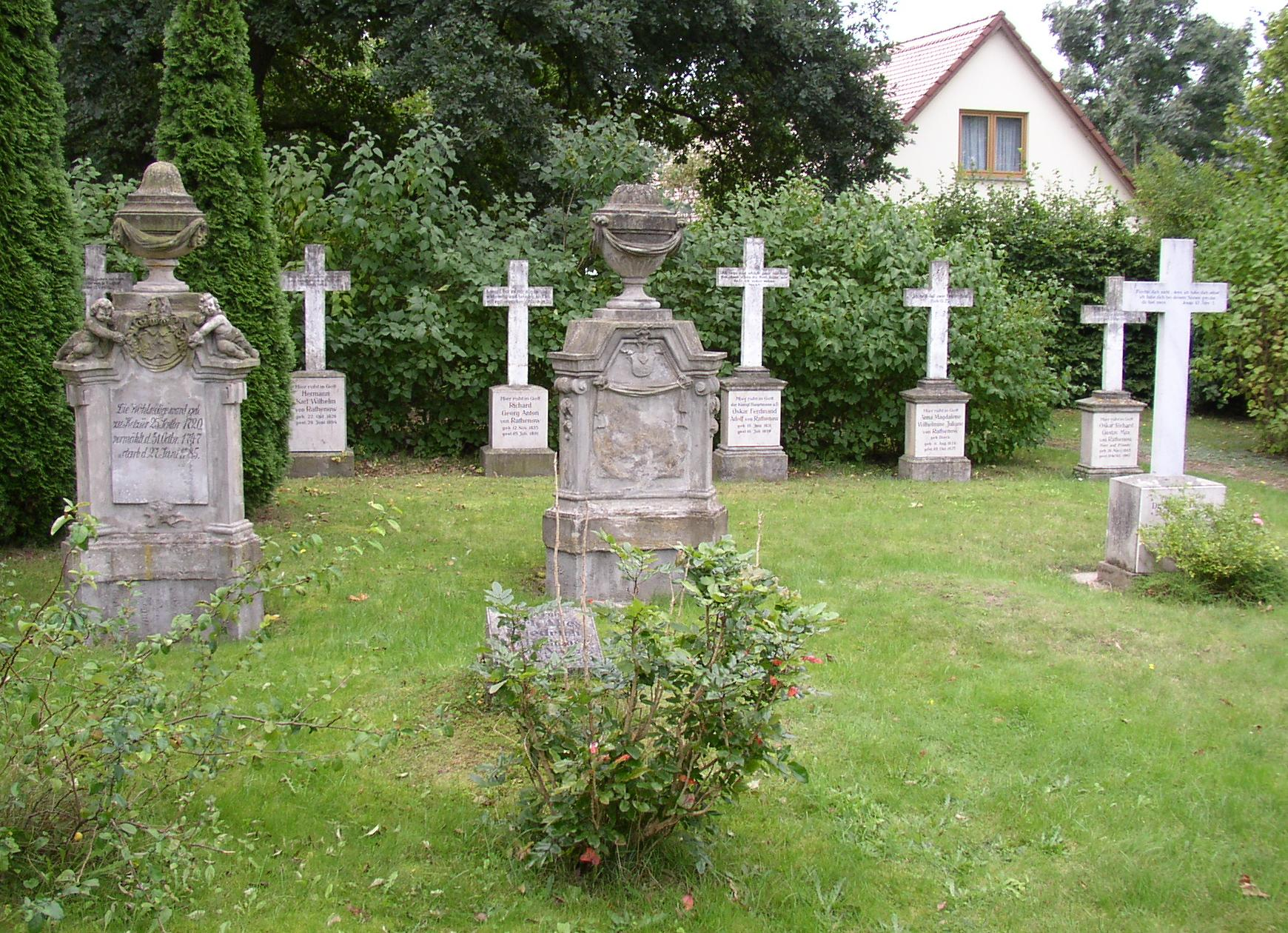
Grabanlage der Familie von Rathenow-Plänitz. Teilansicht. 2008.

Die Dorfkirche Plänitz ist ein barockes Kirchengebäude im Ortsteil Plänitz der Stadt Neustadt (Dosse) im Landkreis Ostprignitz-Ruppin  in Brandenburg.

## Architektur
Die 18 m lange und 11 m breite Kirche ist ein wohlproportionierter Fachwerkbau mit unregelmäßig polygonalem
Grundriss. Sie stammt aus dem Jahr 1709. Der Westturm ist halb eingebaut und hat drei Geschosse. Er trägt eine geschweifte Schieferhaube.
Das Fachwerk besteht aus durchgehenden Ständern ohne Querriegel. Die Ständer schließen mit flachen Holzkapitellen ab. Die Fenster schließen oben mit einem Stichbogen ab. An den Längsseiten finden sich schlicht gerahmte Mittelportale.
Die Kirche wurde 1994–2009 grundlegend restauriert.

## Innengestaltung
Die Saalkirche hat einen Kanzelaltar aus der Bauzeit. Der Kanzelaltar hat einen polygonalen Korb zwischen Säulen und Akanthuswangen und wurde von Heinrich Joachim Schultz erstellt. Der durchbrochene Schalldeckel wird von zwei Engelfiguren gestützt.
Der kelchförmige Taufstein stammt von 1598. Der zugehörige Taufengel ist jüngeren Datums und wird ebenfalls H. J. Schultz zugeschrieben. Er wurde um 2000 auf dem Dachboden der Kirche wiederentdeckt. Der Korpus wurde aus Lindenholz, die Flügel aus Nadelholz gefertigt. Das Gewand wurde mit weißer, blauer und goldener Farbe angestrichen.